# Spera (Afghanistan)
Pour les articles homonymes, voir Spera.
Spera, aussi écrit Sperah ou Speyrah, est un village situé au centre du district de Spera dans la province de Khôst en Afghanistan.